# Schoenobryum paraguense
Schoenobryum paraguense är en bladmossart som beskrevs av Monte Gregg Manuel 1977. Schoenobryum paraguense ingår i släktet Schoenobryum och familjen Cryphaeaceae. Inga underarter finns listade i Catalogue of Life.